# Mesua purseglovei
Mesua purseglovei är en tvåhjärtbladig växtart som beskrevs av T.C. Whitmore. Mesua purseglovei ingår i släktet Mesua och familjen Calophyllaceae. Inga underarter finns listade i Catalogue of Life.